# Gerrit van Laer
Gerrit Willem Adriaan van Laer (Amsterdam, 6 maart 1884 – aldaar, 2 december 1945) was een Nederlands ondernemer en sportbestuurder.
Van Laer was actief als schaatser. In 1907 werd hij secretaris van de Amsterdamsche IJsclub. Van 1915 tot 1937 was hij bestuurder bij de Koninklijke Nederlandsche Schaatsenrijders Bond en van 1933 tot 1937 was hij voorzitter. Vanaf 1927 was Van Laer tevens bestuurder bij de Internationale Schaatsunie (Internazionale Eislauf Vereinigung) en fungeerde van 1937 tot aan zijn overlijden als voorzitter. In de Tweede Wereldoorlog werd Van Laer geïnterneerd omdat hij weigerde Nederlandse schaatsers in Duitsland te laten rijden. Van Laer was chef de mission van de Nederlandse ploeg op de Olympische Winterspelen 1928 en 1936.
Daarnaast was Van Laer handelaar in tabak. Hij was vennoot in de firma Willeumier, Van Tijen & Van Laer en actief in de Amsterdamse Vereniging voor de Effectenhandel en betrokken bij de regelgeving voor registratie van effecten aan de Amsterdamse effectenbeurs. Ook was hij commissaris bij verschillende bedrijven. Herman van Laer was een zoon van hem.